# Johannes Schaedlich

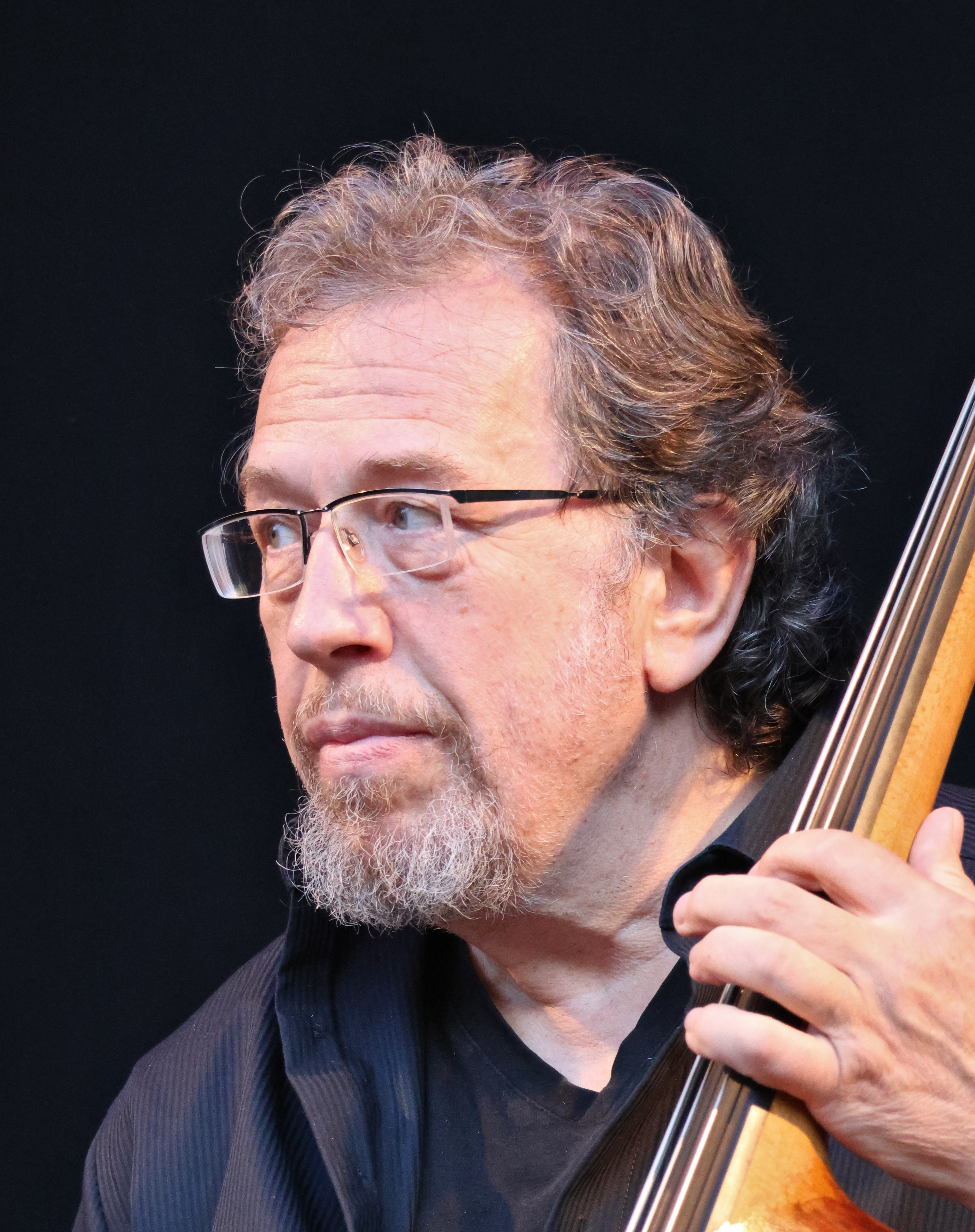
Johannes Schaedlich (2024)

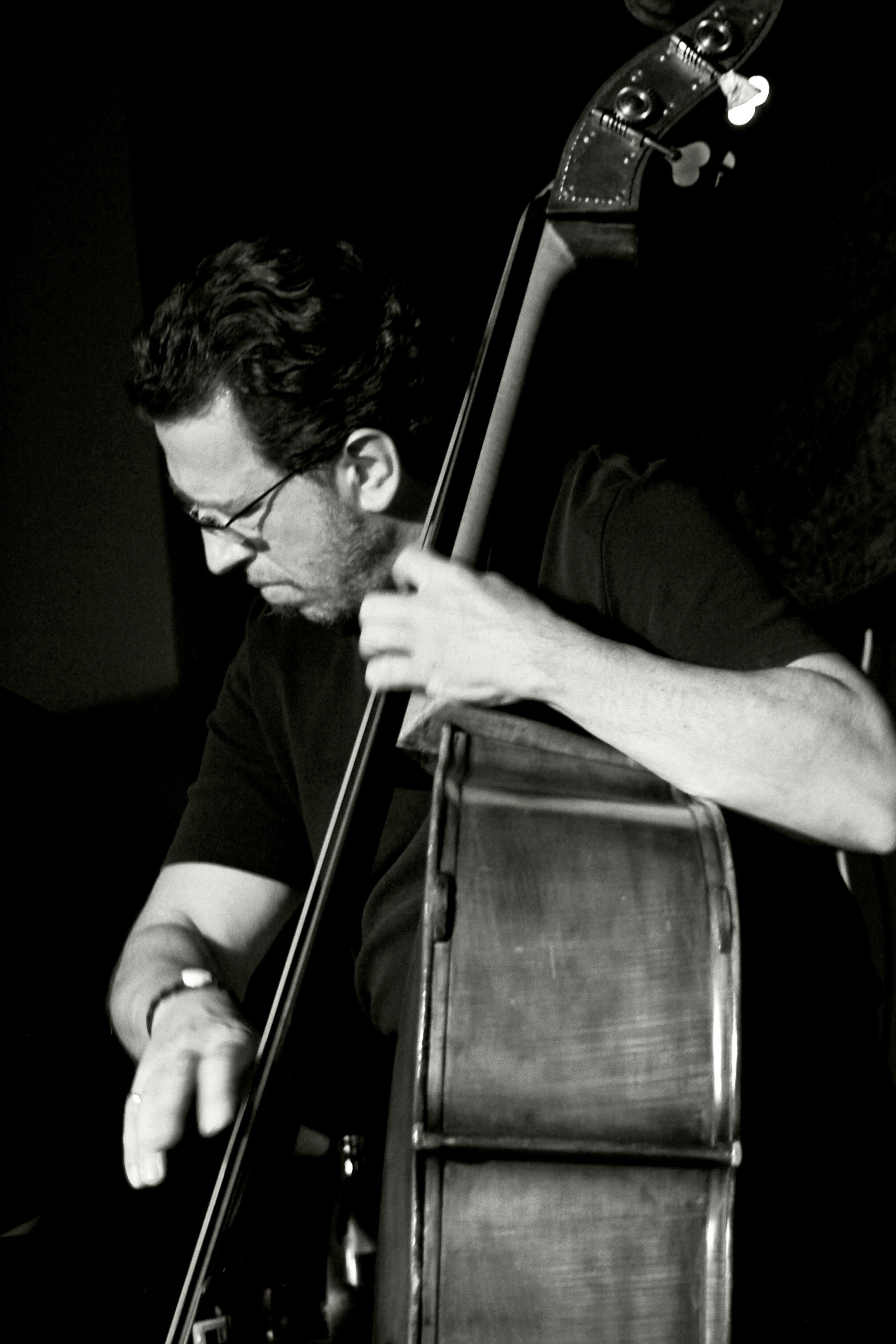
Johannes Schaedlich (2005)

Johannes Schaedlich (* 5. Mai 1957 in Bad Sachsa, Niedersachsen) ist ein deutscher Jazzbassist und Komponist.

## Werdegang
Schaedlich studierte Orchestermusik in Karlsruhe und Mannheim und danach Jazz an der Musikhochschule Hamburg. Die Anfänge seiner musikalischen Laufbahn gehen zurück auf Geigenunterricht als Kind im Alter von sieben Jahren; als Jugendlicher (seit ca. 1972) begann er zunächst autodidaktisch E-Bass zu spielen und wirkt seither in diversen Pop-, Rock- und Fusionbands mit. Noch vor seinem Klassikstudium zu Beginn der 1980er Jahre begann er auch als Jazz-Kontrabassist auf sich aufmerksam zu machen.

## Wirken
Er ging mit Lee Konitz auf drei Tourneen und war an einer Produktion der hr-Bigband beteiligt. Weiterhin arbeitete er mit vielen namhaften Musikern wie Enrico Pieranunzi, Adam Nussbaum, Bob Degen, Tony Lakatos, Keith Copeland, Pony Poindexter u. v. a. Schaedlich ist auch auf diversen Plattenaufnahmen zu hören – unter anderem mit Lee Konitz, Hal Galper, Janusz Stefański, Bobby Shew, Freddie Santiago, Wolfgang Lauth, Doug Raney, Keith Copeland, Anke Helfrich und Nicole Metzger. Festivalauftritte führten ihn u. a. nach San Sebastian, Luzern, Wien, Heidelberg, Leverkusen, Vannes (Frankreich), Mannheim, St. Ingbert u. v. m. Er war in ganz Europa, den USA, in Russland, Kirgisistan und Vietnam auf Gastspielreisen. 2003 tourte er im Auftrag des Goethe-Institutes durch acht Länder Westafrikas (von Senegal bis Kamerun). Unter dem Namen Johannes Schaedlich REAL JAZZ leitet er mehrere Ensembleprojekte, darunter die Formation Real Jazz Trio [RJT] mit dem französischen Pianisten Jean-Yves Jung und dem Frankfurter Schlagzeuger Jens Biehl, mit denen er 2021 das gemeinsame Album Views vorlegte.

## Lehrtätigkeit und Auszeichnungen
1987 wurde Schaedlich mit seinem Ensemble als beste ausländische Band beim Nachwuchswettbewerb des JAZZALDIA-Festivals in San Sebastian (Spanien) ausgezeichnet. Er erhielt den Förderpreis des Internationalen Jazz Workshop Trier und den 1. Preis des Jazzsolisten-Wettbewerbs Rheinland-Pfalz.
Seit 1995 ist er zeitweise Lehrbeauftragter der Jazzabteilung der Musikhochschule Mannheim/Heidelberg für Kontrabass und E-Bass. Als Workshop-Dozent wurde er u. a. nach Prag und nach Pulawy (bei Warschau) berufen. Mit dem Gitarristen Christian Eckert gründete er einen seit 1998 alljährlich stattfindenden Jazzworkshop im pfälzischen Freinsheim. Er ist auch als Juror bei Jazzwettbewerben der Bundesländer Rheinland/Pfalz und Hessen tätig.
Seit 1992 lebt Schaedlich in Frankenthal (Pfalz), seit 2004 zusammen mit der Jazzbassistin Lindy Huppertsberg.

## Diskografie (Auswahl)
- Rössler/Goos Band mit Hal Galper und Janusz Stefanski (Spygel Records)
- City West Quartet – First Bite Live (Brambus Records)
- Oliver Strauch City Lights – City by City with Lee Konitz (Blue Concept)
- Lee Konitz with Oliver Strauch Group & Peter Decker – friend lee (GLM/Edition Collage, 1996)
- Jens Bunge Sextet – It’s A Beautiful World! (Mons Records)
- Nicole Metzger Quartett – Nicole Metzger sings Gershwin (Blue Concept)
- Christian Eckert Quartet – Double You (A-Records/Challenge Records)
- Markus Fleischer Quartett feat. Keith Copeland – Let’s Call It a Day (zyx music, 2002)
- Christoph Schoepsdau – New York Mass (Zebe Publishing Berlin, 2003)
- Ernie Hammes Sextet – Night Light – Live at the L’Inoui (zyx music, 2003)
- Uli Partheils Playtime – Musikgeschichten (mit Texten von Eduardo Galeano), (Deutsche Büchergilde, 2005)
- Lucas Heidepriem Trio feat. Peter Erskine – Silence In Motion (In + Out Records, 2015)
- REAL JAZZ TRIO (RJT) – Views (Selbstverlag, 2021)